# Erycibe subspicata
Erycibe subspicata là một loài thực vật có hoa trong họ Bìm bìm. Loài này được Wall. ex G. Don mô tả khoa học đầu tiên năm 1838.